# Мармари
Мармари (Marmaray) је подводни трансконтинентални тунел који испод Босфорског мореуза спаја европски и азијски део Истанбула. Тунел је намењен железничком саобраћају. Тунел је дугачак 13,6 км, а протеже се на дубини од 60,46 м испод површине мора, што га чини најдубљим тунелом на свету. За прелазак тунелом из Европе у азију потребно је 4 минута. Кроз тунел саобраћа градска метро линија.
Име тунела Marmaray је настало комбинацијом речи Marmara Denizi („Мраморно море”) i ray („железница”). Почетна тачка тунела је станица Фатих (Fatih), на европској, а завршна Ушкудар (Üsküdar), на азијској страни Истанбула.

## Историја
Идеја о изградњи тунела испод Босфора стара је више од 150 година. Ову идеју први пут је изнео султан Абдул Меџид још 1860. године, али технички услови и опрема у то време нису били довољно развијени да би пројекат био покренут. Идеја је поново покренута 80-их година 20. века, када су студије показале да је изградња тунела могућа и пожељна.

## Изградња тунела
Радови на изградњи тунела почели су 9. маја 2004. године и требало је да буду у потпуности завршени за четири године, али је завршетак радова каснио је због археолошких налазишта која су том приликом откривена. Тунел је свечано отворен 29. октобра 2013. на 90-годишњицу независности Републике Турске. Током археолошких ископавања, која су текла упоредо са изградњом тунела, откривено је 13 олупина бродова и око 35.000 артефаката. У некадашњој Теодосијевој луци пронађено је „гробље” византијских бродова, који представљају највећу познату средњевековну флоту. Планира се да сви пронађени артефакти буду изложени у музеју који ће бити отворен у подручју „Стотину острва” у градској четврти Јеникапи (Yenikapı). Улаз у станице и ентеријери биће украшени мотивима из неолитског, византијског и османског периода, а на платоу станице Јеникапи биће изложене олупине бродова који потичу из 4. и 5. века.
Радови на овом пројекту, који се сматра једним од највећих инфраструктурних пројеката на свету, коштали су четири милијарде долара. Предвиђа се да ће број путника који ће дневно пролазити овим тунелом до 2025. године достићи 1,7 милиона.
Тунел Мармари спада међу неколико великих инфраструктурних пројеката који су покренути под владом турског премијера Реџепа Тајипа Ердогана. Ово је један од пројеката који су допринели покретању турске економије, али је такође изазвао и протесте јавности, будући да локално становништво тврди да планови урбаног развоја приморавају људе да напусте домове, као и да угрожавају животну околину.
Тунел је део ширег пројекта „Мармари”, који укључује ширење постојеће мреже приградских железничких линија, да би се формирала траса дуга 76 км. Изграђени су подводни цевни тунели, подземни куполасти тунели, закривљени тунели, три нове подземне станице, 37 станица на копну, надзорно-управљачко средиште итд. Надограђују се постојеће железничке пруге и раде нове.